# Walther Meißner
Walther Meißner (/ˈval.tɐ ˈmaɪs.nɐ/), aussi appelé Fritz Walther Meißner, né le 16 décembre 1882 à Berlin est mort le 15 novembre 1974 à Munich est un physicien allemand.

## Études
Walther Meißner a d'abord commencé par étudier la mécanique à l'université technique de Berlin entre 1901 et 1904 et est ensuite devenu mathématicien et physicien à l'université Humboldt de Berlin. Il obtient son doctorat sous la direction de Max Planck en 1907 et ayant pour thème : « la théorie de la pression de radiation ».

## Activité à la Physikalisch-Technische Bundesanstalt
En 1908, Meißner entre au Physikalisch-Technische Bundesanstalt (« Établissement fédéral de technique physique ») et en fait partie du conseil d'administration à partir de 1915.
Il est d'abord responsable dans le laboratoire de pyrométrie de la thermométrie, et changea ensuite en 1913 pour le laboratoire d'électricité. Surement en raison de ses connaissances en mécanique, il dut travailler dans le domaine de la physique à basse température pour construire une installation de liquéfaction de l'hydrogène. De 1915 à 1918, Meißner participe volontairement à la guerre. À la fin de guerre, l'installation est agrandie. Après trois années de recherche, il construit en 1925 une installation de liquéfaction de l'hélium, qui est la troisième au monde, après celle de l'université de Leyde, et celle de l'université de Toronto[réf. nécessaire]. À partir de 1927, il dirige les laboratoires de « recherche atomique électrique », et de « recherche sur les basses températures ».
Les travaux suivants de recherche et de développement rendent Walther Meißner célèbre en tant que physicien expérimental. Avec Robert Ochsenfeld, il développe en 1932, l'effet Meissner-Ochsenfeld, qui est estimé comme la découverte fondamentale de la supraconductivité. Peu de temps avant, il a été habilité à Berlin en 1930.

## Activité à Munich
En 1934, Walther Meißner prend la chaire de génie physique de l'université technique de Munich, et devient directeur du laboratoire de génie physique, qui est affilié à un bureau d'étude publique. Il fonda un laboratoire sur les basses températures, afin de mettre au point une nouvelle installation de liquéfaction de l'hélium, qui n'était pas refroidi avec de l'hydrogène mais à l'aide d'une machine thermique. Pendant la Seconde Guerre mondiale, le travail de recherche a été fortement perturbé, le laboratoire a dû être déplacé à Herrsching am Ammersee.
Après la fin de la guerre, Meißner, qui n'était pas engagé politiquement, a pris en charge beaucoup de fonctions supplémentaires, en plus du rapatriement du laboratoire. À l'université, il est devenu doyen de la faculté des sciences. Il prend simultanément la direction du Deutsches Museum, pour lequel il s'est fortement investie dans la reconstruction, et devient aussi président de la Deutsche Physikalische Gesellschaft (« Société allemande de physique ») en Bavière.
L'académie des sciences bavaroise, à laquelle Walther Meißner était adhérent depuis 1938, l'élit comme président. Pendant son mandat de 1946 à 1950, il fonde avec Klaus Clusius la commission pour la recherche sur les basses températures, de laquelle il est président jusqu'en 1963.

Meißner part à la retraite en 1952 ; son successeur est Heinz Maier-Leibnitz, qui avait déjà eu l'occasion de le suivre en 1963 en tant que président de la commission pour la recherche sur les basses températures.
Walther Meißner a reçu de nombreuses décorations aussi bien pour son œuvre scientifique que sociale. En 1954, il reçoit la croix de commandeur de l'ordre du Mérite de la République fédérale d'Allemagne, et en 1959 l'Ordre bavarois du Mérite. Il est fait docteur honoris causa en 1953 par l'université Johannes Gutenberg de Mayence, et en 1963 par l'université technique de Berlin. Pour son 80e anniversaire, nombre de ses étudiants et amis lui consacrent le livret 12 (tome 14, 1962) du Zeitschrift für angewändte Physik (Journal de physique appliquée).

## Œuvre
Walther Meißner a rédigé environ 200 publications scientifiques. Il était coéditeur du Zeitschrift für angewandte Physik, du Kältetechnik et de la série Technische Physik in Einzeldarstellungen. La publication de l'effet Meissner-Ochsenfeld porte le titre de :
- (de) Walther Meißner et Robert Ochsenfeld, « Ein neuer Effekt bei Eintritt der Supraleitfähigkeit », Die Naturwissenschaften, vol. 21, no 44,‎ novembre 1933, p. 787-788 (ISSN 0028-1042, e-ISSN 1432-1904, DOI 10.1007/BF01504252).